# Queen's Club Championships 1998 - Qualificazioni doppio
Le qualificazioni del doppio ai Queen's Club Championships 1998 sono state un torneo di tennis preliminare per accedere alla fase finale della manifestazione. I vincitori dell'ultimo turno sono entrati di diritto nel tabellone principale. In caso di ritiro di uno o più giocatori aventi diritto a questi sono subentrati i lucky loser, ossia i giocatori che hanno perso nell'ultimo turno ma che avevano una classifica più alta rispetto agli altri partecipanti che avevano comunque perso nel turno finale.
Le qualificazioni del doppio del torneo Queen's Club Championships 1998 prevedevano 8 coppie partecipanti di cui 2 sono entrate nel tabellone principale.

## Teste di serie
1. Maurice Ruah /  André Sá (Qualificati)
2. Doug Flach /  Greg Van Emburgh (Qualificati)

1. David DiLucia /  Tomas Nydahl (primo turno)
2. Arnaud Clément /  Jérôme Golmard (ultimo turno)

## Qualificati
1. Maurice Ruah  /   André Sá

1. Doug Flach  /   Greg Van Emburgh

## Tabellone

### Legenda
| - Q = Qualificato - WC = Wild card - LL = Lucky loser | - ALT = Alternate - SE = Special Exempt - PR = Protected Ranking | - w/o = Walkover - r = Ritirato - d = Squalificato |

### Sezione 1
|  | Primo turno | Primo turno                     | Primo turno                     | Primo turno | Primo turno |  |  | Ultimo turno | Ultimo turno                    | Ultimo turno | Ultimo turno | Ultimo turno |  |
|  |             |                                 |                                 |             |             |  |  |              |                                 |              |              |              |  |
|  | 1           | Maurice Ruah André Sá           | Maurice Ruah André Sá           | 6           | 7           |  |  |              |                                 |              |              |              |  |
|  |             | Jim Thomas Laurence Tieleman    | Jim Thomas Laurence Tieleman    | 4           | 5           |  |  | 1            | Maurice Ruah André Sá           | 6            | 6            | 6            |  |
|  |             | Alejandro Hernández Dušan Vemić | Alejandro Hernández Dušan Vemić | 6           | 6           |  |  |              | Alejandro Hernández Dušan Vemić | 7            | 3            | 4            |  |
|  | 3           | David DiLucia Tomas Nydahl      | David DiLucia Tomas Nydahl      | 4           | 4           |  |  |              |                                 |              |              |              |  |

### Sezione 2
|  | Primo turno | Primo turno                   | Primo turno                   | Primo turno | Primo turno |  |  | Ultimo turno | Ultimo turno                  | Ultimo turno                  | Ultimo turno | Ultimo turno |  |
|  |             |                               |                               |             |             |  |  |              |                               |                               |              |              |  |
|  | 2           | Doug Flach Greg Van Emburgh   | 5                             | 6           | 6           |  |  |              |                               |                               |              |              |  |
|  |             | Barry Cowan Tom Spinks        | 7                             | 2           | 3           |  |  | 2            | Doug Flach Greg Van Emburgh   | Doug Flach Greg Van Emburgh   | 7            | 4            |  |
|  | 4           | Arnaud Clément Jérôme Golmard | Arnaud Clément Jérôme Golmard | 7           | 7           |  |  | 4            | Arnaud Clément Jérôme Golmard | Arnaud Clément Jérôme Golmard | 6            | 6r           |  |
|  |             | Eyal Erlich Marco Osorio      | Eyal Erlich Marco Osorio      | 5           | 6           |  |  |              |                               |                               |              |              |  |